# Waldemar Cierpinski
Waldemar Cierpinski (* 3. srpna 1950 Neugattersleben, Sasko-Anhaltsko), je bývalý východoněmecký atlet, běžec na dlouhých tratích, maratonec.
K jeho počátečním atletickým disciplínám patřil zejména běh na 3000 metrů překážek, později se přeorientoval na maraton. Jeho maratonská premiéra se uskutečnila na Mezinárodním maratonu míru v Košicích 6. října 1974. Zde mezi 392 startujícími obsadil 3. místo v čase 2:20:28,4. 
Zopakoval úspěch etiopského běžce Abebe Bikily, když vyhrál na dvou olympijských hrách v letech 1976 a 1980 maratonský běh.
Jeho syn Falk Cierpinski je rovněž běžcem na dlouhých tratích a triatlonistou.

## Úspěchy

### Olympijské hry
- LOH 1976, Montreal – 1. místo, maraton
- LOH 1980, Moskva – 1. místo, maraton

### Mistrovství světa
- MS 1983, Helsinky – 3. místo, maraton

### Mistrovství Evropy
- ME 1978, Praha – 4. místo, maraton
- ME 1982, Athény – 6. místo, maraton

### Osobní rekordy
- Maraton 2:09:55 hod.